# Grundstücksverkehrsordnung
Die Grundstücksverkehrsordnung (GVO) regelt offene Vermögensfragen in den in Artikel 3 des Einigungsvertrages bezeichneten Gebieten (neue Bundesländer) in Bezug auf Rechtsgeschäfte, die Immobilien betreffen.  
Die Grundstücksverkehrsordnung war zunächst als Verordnung erlassen worden, mit ihrer Neufassung erlangte sie dann (»echte«) Gesetzeskraft.
Eine Grundstücksverkehrsgenehmigung nach der GVO ist erforderlich bei der Auflassung eines Grundstückes und der Bestellung oder Übertragung eines Erbbaurechtes.
Generell ist eine Grundstücksverkehrsgenehmigung notwendig, wenn das Grundstück nach dem 28. September 1990 zum ersten Mal verkauft werden soll und der Eigentümer nicht seit 1933 durchgängig Eigentümer war oder in nachweisbarer Erbfolge Eigentümer wurde.
Für die Erteilung der Genehmigung sind die Landkreise bzw. die kreisfreien Städte zuständig.
Die Änderung der Grundstücksverkehrsordnung durch Artikel 5 des Gesetzes zur Einführung eines Datenbankgrundbuchs vom 1. Oktober 2013 (BGBl. I S. 3719, 3727) wird nach Artikel 7 am 1. Januar 2017 in Kraft treten. 